# برايان رولاند
برايان رولاند (30 ديسمبر 1980 بتورونتو في كندا - ) هو لاعب كرة قدم كندي في مركز حراسة المرمى. شارك مع منتخب كندا لكرة القدم. أما مع النوادي، فقد لعب مع Crystal Palace Baltimore ‏ وToronto Lynx ‏ ونادي هاليفاكس تاون وميلواكي وايف وBaltimore Blast ‏ وCalifornia Cougars ‏ وChesapeake Dragons ‏.

## وصلات خارجية
- برايان رولاند على موقع قاعدة بيانات كرة القدم.إي يو (الإنجليزية)